# خوبوشکیه

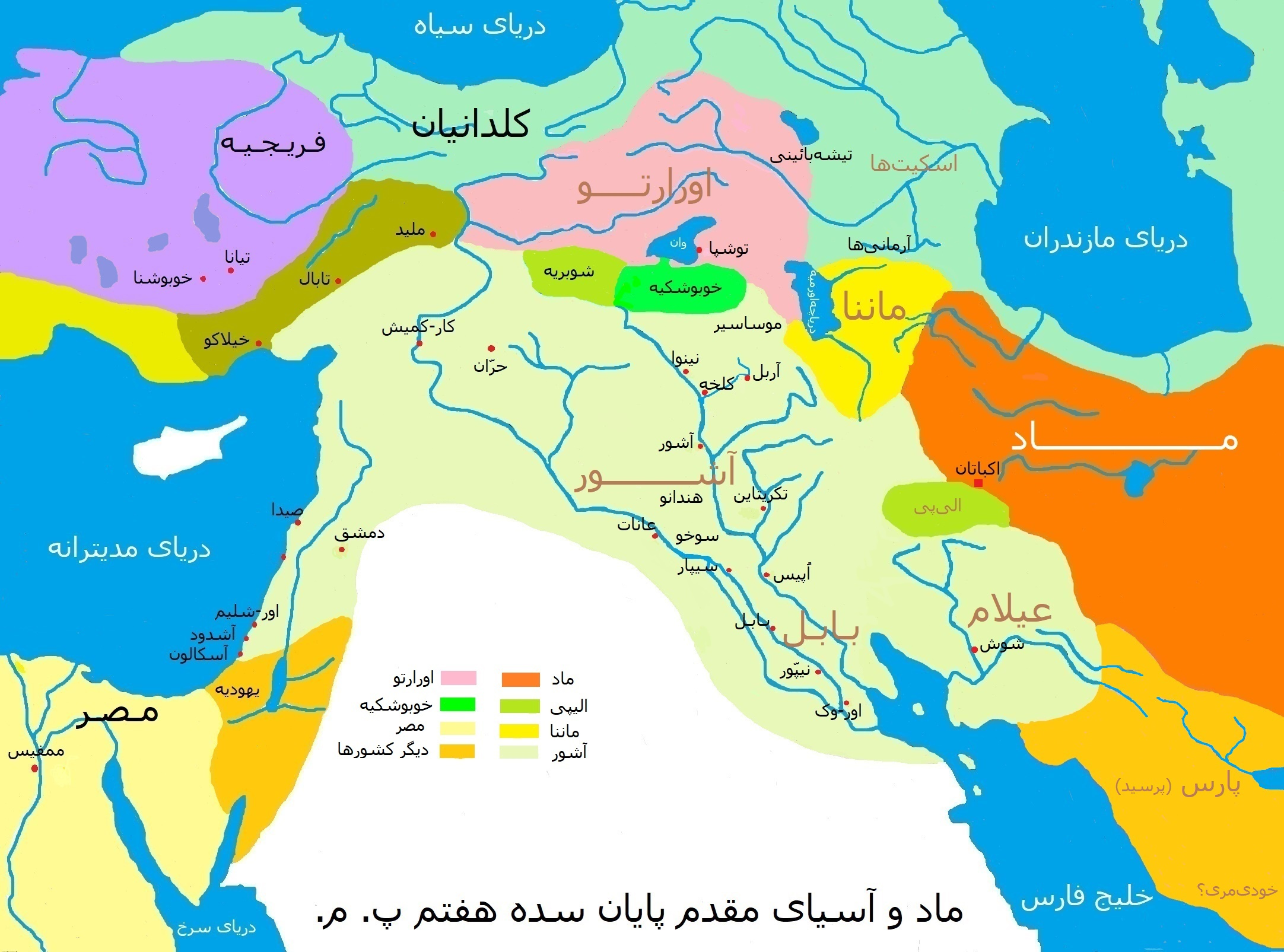
امپراتوری آشور و سایر تمدن‌ها

خوبوشکیه Xubuškie: در یکی از نامه‌های بایگانی سلطنتی آشور مورخ ۶۷۲ (پیش از میلاد) اسامی پادشاهی‌های ماد، مننا، اورارتو و خوبوشکیه به منزله کشورهای مستقل مذکور است. خوبوشکیه (خوبوشکی)، کشوری بود واقع در ناحیه جنوبی دریاچه وان و تورتان دایان آشور سردار سلمنسر سوم در لشکرکشی سال ۸۲۸ (پیش از میلاد) نخست به خوبوشکیه رفت سپس از خاک شخصی به نام ماگدبو گذشته به سوی جنوب شرقی و وارد مننا گشت.

## منازعات در خوبوشکیه
دوران آداد-نراری سوم با آغاز تهاجم مینوآ پادشاه اورارتو به جنوب شرقی مصادف بود به احتمال قوی پادشاه آشور با اورارتوییان از سال ۸۰۱ (پیش از میلاد) به بعد پنج بار در جنوب دریاچه وان در خوبوشکیه مصاف داشتند.
اسرحدون پادشاه متأخر تر آشور در سئوالات خویش راجع به آینده جنگ از هاتف در ۶۷۴ (پیش از میلاد) به عمل آورده مشعر است که آیا در ظرف ماه لشکر اسکیت‌ها که در سرزمین مننا زندگی می‌کنند یا به مرز کشور مننا آمده‌اند از گردنه خوبوشکیه عبور کرده به دهکده‌های حرّان و آنیس آمده غارت خواهند کرد و آیا غنیمت فراوان به دست خواهند آورد و از مرزهای آشور اسیران بسیار خواهند برد.